# Ceylondvärgfasan
Ceylondvärgfasan (Galloperdix bicalcarata) är en fågel i familjen fasanfåglar inom ordningen hönsfåglar. Den förekommer enbart i Sri Lanka.

## Utseende och läte
Ceylondvärgfasanen mäter ungefär 34 cm och är en mestadels brun hönsfågel med svart stjärt, röd fjäderlös hud runt ögat och röda fötter och ben. Hanen är omisskännlig med tydliga vita streck och fläckar, både på de bruna vingarna och på det gråsvarta huvudet, bröstet och buken. På benet har den adulta hanen två kraftiga sporrar. Honan är kastanjebrun ovan med svartaktig vattring, hjässan mörkbrun till svart, och undertill rostfärgad.
Ceylondvärgfasan sjunger i duett, där hanen börjar med ett gällt kik-kik-kik-kikeeyu som upprepas ungefär fem gånger och som sen följs av en mycket hög men mer musikalisk yuhuhu-yuyu-yuyu. Honan inflikar med ett mjukare visslande ki-ki-ki-ki där varje serie ökar i tonhöjd och volym. Sången avslutas med en något annorlunda serie och kan då också svaras av andra individer i området.

## Utbredning och systematik
Fågeln förekommer endast i Sri Lanka. Den behandlas som monotypisk, det vill säga att den inte delas in i några underarter.

## Ekologi
Den förekommer främst i orörd, fuktig, tät och högväxt skogsmark. I torrare områden är den mer ovanlig men kan förekomma vid reservoarer och skogsområden utmed floder. Den lever i par, är mycket revirhävdande och håller sig oftast gömd.

## Status och hot
Arten har ett rätt litet utbredningsområde och tros minska i antal, dock inte tillräckligt kraftigt för att den ska betraktas som hotad. Internationella naturvårdsunionen IUCN kategoriserar därför arten som livskraftig (LC).